# Páskovaná železná ruda

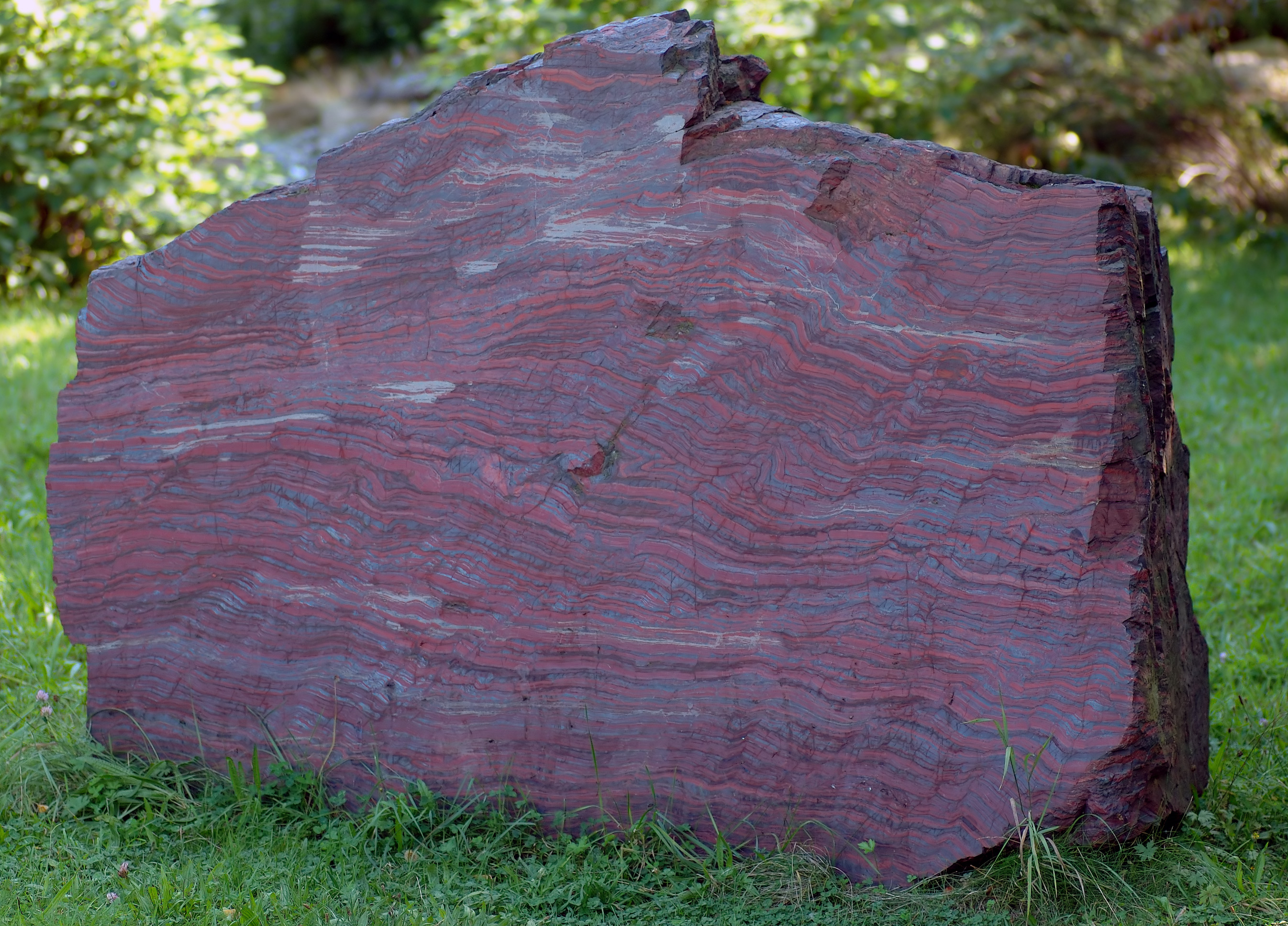
Blok páskované železné rudy, stáří 2,1 miliardy let, geologické muzeum Drážďany

Páskovaná železná ruda (z angl. banded iron formations, taktéž známá pod zkratkou BIF) je charakteristický typ usazené železné rudy, který vznikal hlavně v proterozoiku a archaiku před asi 1,8 až 3,8 miliardami let. Jsou však známy i výskyty těchto hornin z mladších období.
Páskovaná ruda se skládá z opakujících se vrstev oxidů železa, z nichž nejdůležitější jsou magnetit (Fe3O4), hematit (Fe2O3) a některé silikáty železa (chamosit), a vrstev na železo chudších tvořených břidlicemi a rohovcem nebo pyritem. Při vyšším stupni metamorfózy se tyto horniny mění na železité svory, železité kvarcity (itabarity) nebo jaspility. Jsou proto někdy řazeny mezi metamorfovaná ložiska nerostných surovin. Páskované železné rudy jsou v současnosti ekonomicky nejdůležitějšími rudami železa na Zemi.
Nachází se téměř ve všech štítových oblastech Země. V Evropě jsou to hlavně ložiska Kryvyj Rih na Ukrajině a menší na povrch vystupující oblasti rozsáhlejší struktury označované jako Kurská magnetická anomálie, nacházející se v Ruské federaci. Další ložiska tohoto typu jsou v Norsku, Švédsku, Austrálii a Grónsku.

## Základní charakteristika

### Zvrstvení a složení

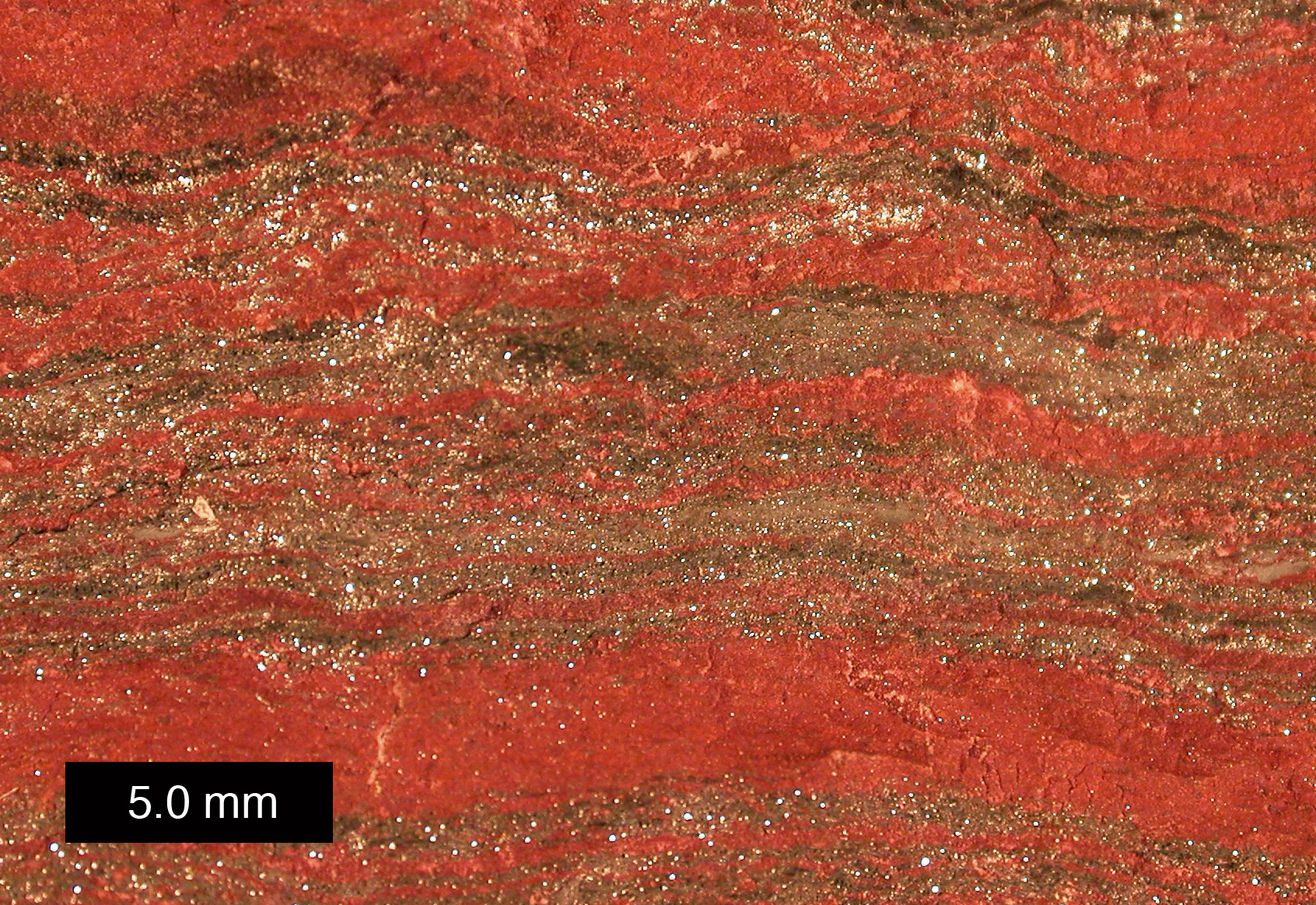
Detailní pohled na texturu rudy z oblasti horního Michiganu. Černý pás je 5 mm dlouhý

Typickým znakem páskovaných železných rud je střídání vrstev železné rudy s vrstvami bohatými na křemen. Křemen je v hornině dominantní natolik, že jsou tyto horniny všeobecně považovány za železité křemence.
Charakteristická přítomnost železité i křemité složky je většinou pozorovatelná makroskopicky i mikroskopicky. V případě, že není zvrstvení dobře vyvinuté, zrna křemene dosahují jen psamitické velikosti (0,063 – 2 mm) a přítomno je i křížové zvrstvení, označují se jako zrnité železné formace (angl. granular iron formations, GIF). Zrnité formace se vyznačují dobrým vytříděním. Pravděpodobně vznikaly přesuny sedimentů dříve usazených páskovaných železných rud v samotných sedimentačních pánvích. Páskované železné rudy se častěji vyskytují jako zrnité formace. Vznikaly usazováním jemného kalu, avšak charakter jejich sedimentačního prostředí nebyl jednotný. Je rozeznáváno několik typů.
Rytmicky vrstevnaté páskované silicity, ve kterých se střídá ve vrstvičkách tenčích než 2 mm železitý rohovec (jaspis) s hematitem se nazývají jaspility. Rudy shodného složení se silnějšími vrstvami se někdy označují jako sydvarangerský typ. Mezi další typy patří itabarit, železitý křemenec, který obsahuje muskovit a případně i příměs zlata. Běžnými doprovodnými minerály jsou i biotit, amfiboly, pyroxen, chlority, siderit a jiné . Mezi méně kvalitní rudy železa na prekambrických ložiscích je řazen takonit, obsahující jen 25 až 30 % rudy, v minulosti považovaný za jalovinu, netěženou z důvodu nerentability. V současnosti je i takonit těžen ve velké míře.
Ekonomicky nejvýznamnějšími minerály železných rud prekambrických formací jsou hematit a magnetit, koncentrované v obohacených vrstvách. Ty jsou běžně doplněny dalšími oxidy a sulfidy, jako jsou pyrit, chalkopyrit a ilmenit. Výjimkou nejsou ani polohy bohaté na kalcit a siderit, které se mohou nacházet v rudních jakož i křemitých vrstvách.
Různé typy prekambrických železných formací byly objeveny už dříve, což později H. L. James shrnul při vyčlenění čtyř základních typů facií:
- Oxidická facie: obsahuje nejvyšší koncentrace železné rudy, od 30 do 35 % železa. Tvoří ji dvě střídající se minerální složky – hematit a magnetit.
- Silikátová facie: má nižší obsahy rudy (maximálně jen kolem 25 – 30 %). Tvořena je silikáty železa jako jsou greenalit, minnesotait, stilpnomelan, chamosit, či glaukonit, které se střídají s magnetitem, sideritem a silikáty.
- Karbonátová facie: má nižší obsahy rudy (maximálně jen kolem 25 – 30 %). Tvoří ji sideritové a ankeritové vrstvy střídající se s rohovcem.
- Sulfidická facie: je tvořena zejména pyritickými břidlicemi s rozptýlenou organickou hmotou. Pro vysoký obsah síry je obtížně využitelná.

## Vznik
Páskované železné rudy vznikaly v prekambriu, hlavně v období mezi 3,8 až 1,8 miliardami let, v menší míře i později. Jejich tvorba v tomto období výrazně kolísala. Důležitou roli při jejich vzniku sehrály chemické vlastnosti železa. V roztoku rozpuštěné železo je mobilní jen při redukčních podmínkách okolního prostředí. Takové podmínky na Zemi panovaly jen před vznikem atmosféry, jakou známe dnes. Názory na jejich vznik se proto značně rozcházejí.
Předpokládají se tři zjednodušené podmínky vzniku , že sedimenty měly původně jiné složení a byly přeměněny nebo obohaceny o železitou složku až po jejich pochování. Podle jiné teorie se při jejich usazování měnily podmínky prostředí z redukčního na oxidační nebo vznikaly i v oxidačním prostředí.
Přítomnost karbonátů v minulosti vedla některé odborníky k představám, že železné rudy vznikaly tlakem při diagenezi, případně usazováním v okrajových pánvích a lakustrinním prostředí. Podobně byly zavrženy i modely o jejich evaporitovém, či kontinentálním původu, které jsou nevhodné přinejmenším pro ložiska typu Lake Superior. Později se podařilo objasnit vznik některých ložisek hydrotermální činností. Někteří vědci objasňují vznik ložisek těchto rud v neoproteroziku ústupem ledu pokrývajícího celou Zemi, což mělo za následek změnu redukčních podmínek v mořích na oxidické. V současnosti jsou rozeznávány dva typy ložisek páskovaných rud s odlišným vznikem, typ „Lake Superior“ a typ „Algoma“.
V období po usazení postihla mnohá ložiska metamorfóza. Potvrzuje to hlavně shodné chemické a horninové složení, odpovídající okolním chudším rudám. V bohatých rudách převládají náhradové struktury, které jsou pravděpodobně projevem metasomatózy. Zóny bohatých rud se nacházejí často v oblastech zvýšené cirkulace tekutých látek, což je interpretováno jako důsledek působení vysokoteplotních, chemicky agresivních roztoků schopných aktivní remobilizace minerálních látek. Selektivní odnos a přesun látek metamorfními roztoky je spojován s jejich různou rozpustností za různých hodnot Eh a pH prostředí, které se během jejich oběhu měnily

### Ložiska typu Lake Superior
Ložiska typu Lake Superior vznikala usazováním v mělkém, pravděpodobně šelfovém moři. Většinou se v jejich podloží nacházejí karbonáty a v nadloží euxinské břidlice a turbidity. Na základě těchto znaků se předpokládá, že vznikaly při postupném ponořování šelfu. Faciální analýza páskovaných železných formací poukazuje na to, že sedimentační prostředí v horizontálním i vertikálním směru postupně přecházelo z mořského šelfu do hlubokovodních pánví s omezenou cirkulací vody. Někteří autoři se pokoušeli tento projev transgrese vysvětlit postupem předhlubní.
Pro ložiska tohoto typu je typické střídání dvou druhů vrstev, slabých se sílou od 0,5 mm a silných asi 2,5 – 3 cm. Jednotlivé vrstvy jsou zajímavé zejména obrovským plošným rozsahem, některé z nich je možno rozeznat i na značné vzdálenosti (řádově do stovek kilometrů). Na místech vzniku větších křemitých konkrecí je pozorovatelné náhlé ztenčení železitých vrstev, podle toho se soudí, že na křemen chudé vrstvy při kompakci ztratily 90 a více procent svého objemu. Takto značná kompakce byla zřejmě vyvolána velkou pórovitostí nezpevněného sedimentu. Střídání na rudu bohatých a křemenných vrstev se mnozí vědci pokoušeli porovnat s orbitálními cykly Země, ale práce, které by je srovnaly s Milankovičovým cyklem zatím chybí. Dalším charakteristickým znakem ložisek rud typu Lake Superior je jejich věk. Všechna ložiska tohoto typu vznikla v období mezi 2,7 a 1,8 miliardami let. Podle dnes přijímaných představ se tehdejší chemické složení atmosféry i oceánů výrazně lišilo od dnešního. Ve vodách současných oceánů není železo v podstatě možné rozpustit, protože atmosféra s výrazně oxidačním charakterem způsobuje vznik nerozpustných železitých iontů. Primitivní proterozoická atmosféra však všeobecně měla jen malé množství volného O2. Železo se hromadilo jako ionty na dně moří. Před asi 3,5 miliardami let se začaly rozvíjet první jednoduché fotosyntetizující organismy jako sinice a zelené řasy, kterým se dobře dařilo v mělkých vodách Tyto organismy ze vzduchu využívali oxid uhličitý a v procesu fotosyntézy začaly vytvářet molekulární kyslík. Podle dnes všeobecně přijímaných představ, tento volný kyslík ve vodě rychle reagoval s ionty železa za vzniku oxidu železitého (Fe2O3), který se ukládal na dně. Přesycení prostředí kyslíkem však vedlo postupně k spotřebování všeho volného železa a nárůstu koncentrace O2, který řasy vyhubil. Toto období doprovázelo usazování křemitých sedimentů. Opětovná regenerace populací řas však mohla proces několikrát zopakovat. Na vzniku železných formací se však nemusely účastnit výhradně řasy. V poslední době vědci poukazují i na jiné organismy jako jsou „fialové bakterie“, které redukovaly CO2.
Problematický však zůstává původ železa a mechanismus jeho transportu na větší vzdálenost. Všeobecně předpokládaným zdrojem mohla být intenzivní chemická eroze na blízkých kontinentech. Přínos železa z kontinentů mohl být v této době podstatně intenzivnější i pro všeobecně mafické složení tehdejší mladé kontinentální zemské kůry. Problematický však zůstává způsob transportu, který je možno vysvětlit existencí stratifikovaného vodního sloupce a vodních proudů, které takto dokázaly transportovat železité roztoky na velké vzdálenosti. Železo při transportu v mělké vodě by už ve svrchním archaiku a paleoproterozoiku bylo rychle zoxidované.
Po objevení teorie deskové tektoniky se začalo uvažovat i o hydrotermálním původu železa. Hydrotermální zdroje mohly mít podle dnešních představ největší vliv na vznik nejstarších, hlavně archaických ložisek.

### Ložiska typu Algoma
Ložiska typu Algoma jsou druhým typem páskovaných železných formací. Většina z nich asociuje s výskytem prekambrických vulkano-sedimentárních oblastí zelenokamenových pásem (angl. greenstone belt). Nejstarší z nich jsou stáří kolem 3,2 miliardy let, ale největší ložiska tohoto typu pocházejí z archaika a jsou staré přibližně 2,5 až 2,9 miliardy let. Tyto typy železných rud byly formovány zejména vulkanicko-exhalační činností. Zdrojem křemíku i železa byly v převážné míře vulkanicky a hydrotermálně aktivní oblasti v blízkosti hlubinných zlomů, vulkanických pásem a riftových oblastí. Usazování částic z křemitých a železitých koloidních roztoků ovlivňovaly převážně tektonické procesy; biologické a atmosférické procesy na rozdíl od ložisek předchozího typu v tomto případě nesehrávaly tak velký význam. Materiál se usazoval převážně ve výrazně hlubším euxinském prostředí. Rudné minerály se nacházejí v asociaci s pelagickými sedimenty, tufy, vulkanickými horninami a různými jílovými minerály.
Na základě izotopického studia stopových prvků vázaných v amorfních železitých, manganových a smektitových minerálech se předpokládá jeho původ z hydrotermálních chocholů a hlubších částí vodného sloupce oceánských pánví. Sulfidické facie se usazovaly blíže k vysokoteplotním vulkanickým centrům, zatímco facie železitých oxidů a silikátů se nacházely ve středních vzdálenostech, facie manganoželezných sedimentů se usazovaly z materiálu přinášeného chladnějšími kanály v největší vzdálenosti od hydrotermálních zdrojů. Mnoho rud tohoto typu bylo obohaceno pozdější metamorfózou, hydrotermálními procesy nebo strukturním zesílením mineralizovaných souvrství.
Překrývání a laterální zastoupení jednotlivých facií je v tomto typu ložisek poměrně běžné. Na rudu bohaté horizonty jsou koncentrovány převážně v oblastech blízko vulkanických center. Formace se skládají hlavně z oxidické a karbonátové facie. Rudy obsahují průměrně asi 40 až 60 % železa zejména ve vrstvách železitých křemenců, magnetitu a hematitu. Přítomen je i pyrit, pyrhotin, siderit či oxidy železa a manganu. Rudy se střídají s vulkanickými horninami bazického i felsického charakteru, drobami, turbidity a pelitickými sedimenty. Vrstvy dosahují všeobecně poměrně velkou sílu, běžně od 30 do 100 metrů, s horizontálním rozsahem několika kilometrů. Většinou jsou monoklinálně zvrstveny a postihnuty zlomovými poruchami, které někdy způsobují jejich tektonické zdvojení.
Ložiska typu Algoma typicky obsahují množství od méně než 100 do 1000 Mt železné rudy. Obsah železa v nich kolísá od 15 do 45 %. Prekambrická ložiska obsahují méně než 2 % manganu, avšak v některých paleozoických formacích se nachází od 10 do 40 % manganu.
Podobně jako ostatní páskované železné rudy, jsou i ložiska typu Algoma těžena převážně povrchovým způsobem. K těžbě je nejvhodnější a nejbohatší je zrnitá ruda s dobře ohraničenými zrny, většinou se vyskytující v metamorfovaných částech ložiska. Oxidické facie mají většinou nízký obsah prvků jako je sodík, draslík nebo arsen, které by zhoršovaly jejich jakost.

## Významná ložiska

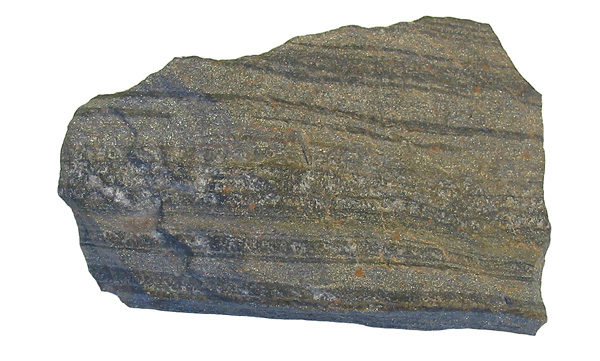
Vzorek železné páskované rudy z ložiska u města Kryvyj Rih (Ukrajina)

Ložiska typu Lake Superior jsou exploatována na všech kontinentech mimo Antarktidy. Mezi oblasti s nejintenzivnější těžbou patří rudná oblast kolem severoamerického Hořejšího jezera ve státech Minnesota a Michigan v USA a Kanadě. Rudná ložiska se zde soustřeďují v morfologických hřbetech, jako jsou např. Mesabi Range, formace Gunflint nebo Gogebic. Typické jaspility se těží v Marquette Range v Michiganu. V Kanadě se nacházejí ložiska tohoto typu i na poloostrově Labrador. V Brazílii jsou ložiska Serra dos Carajas či ve státě Minas Gerais s typickými itabarity. Podobná ložiska jsou i ve Venezuele a Libérii. Mezi ložiska tohoto typu patří i jihoafrické uloženiny v Transvaalské pánvi a západoaustralská ložiska v Hamersley Basin. Jsou jimi Marra Mamba, Brockman, Weeli Wolli a Boolgeeda, v pánvi Naberru jde o ložiska Frereské formace.
V Evropě jsou rozsáhlá ložiska v oblasti Kurské magnetické anomálie ve Voroněžském masivu (např. města Starij Oskol, Michajlovka, Železnogorsk, Jakovlevo) a Olnegorsk na poloostrově Kola v Rusku, další jsou v okolí města Kryvyj Rih na Ukrajině. Menší ložiska jsou v oblasti Isua v západním Grónsku, v Norsku a Švédsku.
Ložisky Algomského typu jsou například Vermillion, Shermann, Temagami a Wawa v kanadském Ontariu nebo Kudrem v Indii. Mladoproterozoické ložisko se nachází ve Wadi Sawawin v Saúdské Arábii.